# Erwin Piechowiak
Erwin Piechowiak (* 15. November 1936 in Georgswerder; † 31. März 2021) war ein deutscher Fußballspieler, der als Aktiver des Hamburger SV 1960 die deutsche Fußballmeisterschaft errungen hat.

## Laufbahn

### Hamburger SV, bis 1966
Der Rotschopf wuchs mit acht Geschwistern in Georgswerder auf, spielte für Vorwärts Ost und Einigkeit Wilhelmsburg (1956/57 zusammen mit Gerhard Göhrke der von Altona 93 ebenfalls mit einem Oberligavertrag ausgestattet wurde) im Hamburger Amateurfußball und kam zur Runde 1957/58 als Neuzugang zum norddeutschen Serienmeister Hamburger SV in die Fußball-Oberliga Nord. Der zumeist „Piecho“ gerufene Spieler wurde von HSV-Trainer Günter Mahlmann sofort am ersten Spieltag der Saison, den 11. August 1957, beim 3:0-Auswärtssieg bei Phönix Lübeck zum Einsatz gebracht. In der 67. Spielminute sorgte er für den Treffer zum 3:0-Endstand. Insgesamt kam er in seinem ersten Spieljahr in der Oberliga Nord auf 24 Einsätze und konnte mit der Mannschaft um Uwe Seeler und Klaus Stürmer auch seinen ersten Meistertitel feiern. In der Endrunde um die deutsche Meisterschaft zog er mit den Rothosen in das Endspiel 18. Mai 1958 in Hannover gegen den FC Schalke 04 ein. „Königsblau“ setzte sich aber mit 3:0 sicher gegen die Hanseaten durch. Als rechter Verteidiger hatte es dabei Piechowiak überwiegend mit Nationalstürmer Bernhard Klodt am linken Flügel der Schalker zu tun. Bis zum Ende der Oberligaära, 1962/63, errang er mit dem Hamburger SV in Serie die Meisterschaften von 1958 bis 1963. Der vielseitig einsetzbare Defensivakteur kam dabei auf 101 Ligaspiele, wobei ihm vier Treffer gelangen. Mit der Auswahl des NFV bestritt Piechowiak am 9. April 1958 beziehungsweise am 12. April 1959 zwei Repräsentativspiele gegen Nordholland und Süddeutschland.
Zum sportlichen Höhepunkt wurde die Endrunde 1960, als er mit seinen Mannschaftskameraden im Finale am 25. Juni in Frankfurt am Main, mit einem 3:2-Erfolg gegen den favorisierten 1. FC Köln, die deutsche Meisterschaft nach Hamburg holen konnte. Im Endspiel bekämpfte er in der rechten Verteidigerposition zumeist den Kölner Flügelstürmer Karl-Heinz Thielen.
Im Europapokal kam er am 2. November 1960 beim 5:0-Auswärtserfolg gegen den Schweizer Meister Young Boys Bern zum Einsatz. „Piecho“ gehörte auch dem HSV-Team an, dass sich am 18. Dezember 1963 in Lausanne im Entscheidungsspiel mit 3:2 Toren gegen den FC Barcelona durchsetzen konnte.
In der Fußball-Bundesliga absolvierte er von 1963 bis 1966 unter den Trainern Martin Wilke, Georg Gawliczek und Josef Schneider 36 Pflichtspiele und erzielte zwei Tore. Sein Bundesliga-Debüt gab er am 12. Oktober 1963 bei der 2:4-Niederlage bei Werder Bremen, ebenso bestritt er sein letztes Ligaspiel am 21. Mai 1966 gegen die Bremer. Bei der 1:3-Heimniederlage unterlief ihm in der 33. Spielminute ein Eigentor zur 2:1-Führung von Werder. Zur Runde 1966/67 schloss er sich dem Regionalligaaufsteiger SC Sperber Hamburg an.

### Sperber Hamburg, bis 1969
Mit der Mannschaft aus Hamburg-Alsterdorf konnte der 30-jährige Defensivspieler unter der sportlichen Leitung von Trainer Walter Kuse in der Fußball-Regionalliga Nord 1967 mit dem 13. Rang den Klassenerhalt bewerkstelligen. Mit den ebenfalls vom HSV gekommenen Spielern Horst Dehn und Peter Wulf setzten die „Raubvögel“ 1967/68 in der Hinrunde sogar zum Marsch in die Bundesliga an. Nach elf Spielen konnte Sperber 18:4 Punkte vorweisen – darunter auch ein 2:1-Erfolg gegen Meister SV Arminia Hannover – und es herrschte Euphorie in Alsterdorf. Am 12. November 1967 wurde die Erfolgsserie durch eine 1:3-Niederlage bei St. Pauli gestoppt und der SC Sperber rangierte am Rundenende auf dem 10. Rang. Nach der Saison 1968/69 beendete Erwin Piechowiak mit 82 Regionalligaeinsätzen und einem Tor seine aktive Spielerlaufbahn.

## Nach der Karriere
Der gelernte Maschinenschlosser trainierte später im Hamburger Amateurbereich verschiedene Mannschaften, darunter TuRa Harksheide, die HSV-Amateure und den Glashütter SV. Glashütte führte er in der Saison 1986/87 zum Meistertitel in der Hamburger Landesliga (Hansa-Staffel) und damit zum Aufstieg in die Verbandsliga. Er war Mitarbeiter im Sportartikel-Großhandel von Uwe Seeler.